# Vomerogobius
Vomerogobius is een monotypisch geslacht van straalvinnige vissen uit de familie van grondels (Gobiidae).

## Soort
- Vomerogobius flavus Gilbert, 1971